# Беласкоайн
Беласкоайн (ісп. Belascoáin) — муніципалітет в Іспанії, у складі автономної спільноти Наварра. Населення — 124 особи (2009).
Муніципалітет розташований на відстані близько 300 км на північний схід від Мадрида, 17 км на південний захід від Памплони.

## Демографія
Динаміка населення (INE ):

## Галерея зображень

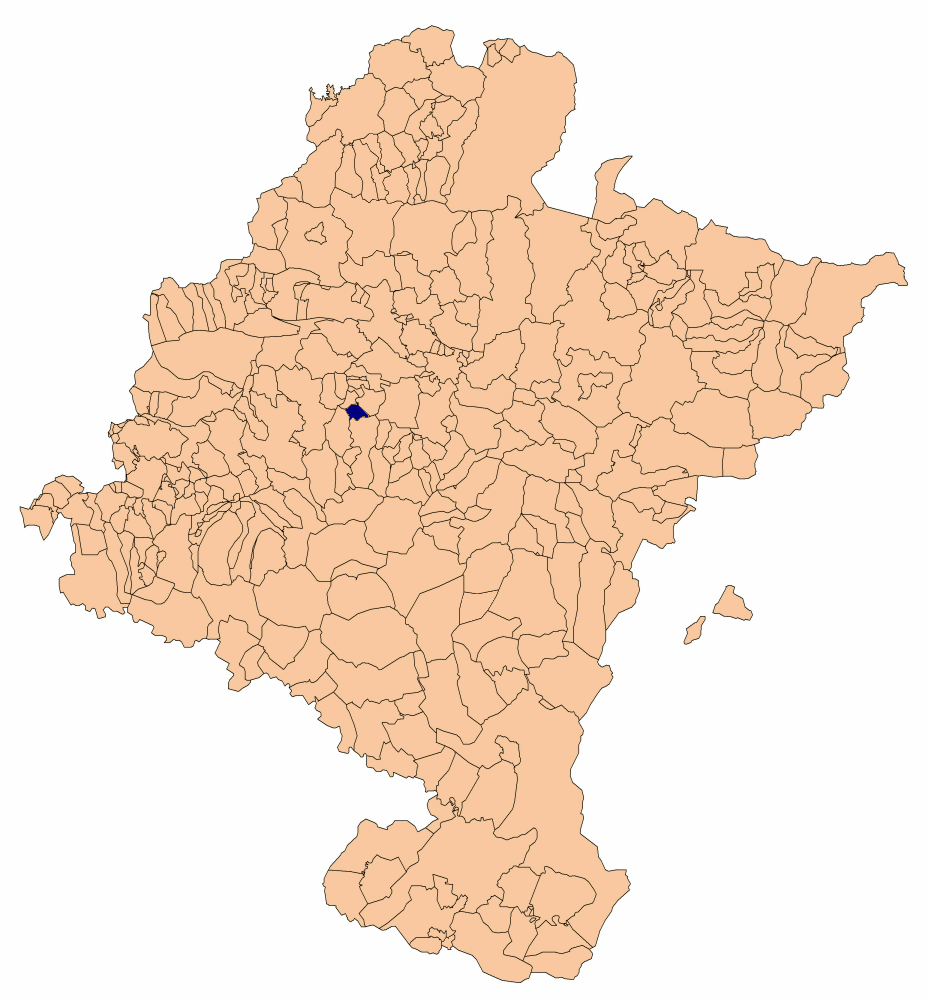
Розташування муніципалітету